# Mate Skelin
Mate Skelin, (nacido el 13 de diciembre de 1974 en Zagreb, Croacia) es un exjugador de baloncesto croata. Con 2.11 de estatura, su puesto natural en la cancha era el de pívot. 

## Trayectoria
- KK Dona (1993–1995)
- Cibona Zagreb (1995–1999)
- CSKA Moscú (1999–2000)
- Cibona Zagreb (2000–2001)
- KK Krka Novo Mesto (2001–2002)
- Fortitudo Bologna (2002–2003)
- ÉB Pau-Orthez (2003–2004)
- Le Mans Sarthe Basket (2004–2005)
- Cibona Zagreb (2005–2006)
- Le Mans Sarthe Basket (2006)
- PBK Academic Sofia (2007)
- Pallacanestro Varese (2007–2008)
- Keravnos Nicosia (2009)

## Palmarés
- Campeón liga de Croacia (1996, 2001, 2006)
- Copa de Croacia (2001)
- Liga de Francia (2004)
- Liga de Bulgaria (2007)
- Copa de Bulgaria (2007)